# Gonomyia acus
Gonomyia acus là một loài ruồi trong họ Limoniidae. Chúng phân bố ở miền Australasia.